# O.k.
O.k. è un film del 1970 diretto da Michael Verhoeven. La pellicola si basa su di un fatto realmente accaduto nel 1966 durante la guerra del Vietnam, l'incidente della collina 192.

## Trama
Una squadra di fuoco statunitense di quattro uomini in pattuglia cattura una giovane ragazza vietnamita morente e continua a torturarla, violentarla e ucciderla. Un soldato si rifiuta di prendere parte e riferisce l'incidente.